# Hiroshi Mori
Hiroshi Mori (森 弘 Mori Hiroshi?, nacido en 1958) es un astrónomo aficionado japonés, descubridor de asteroides.
El Centro de Planetas Menores le acredita el descubrimiento de 45 asteroides junto con el astrónomo aficionado Masaru Arai en el Observatorio Yorii entre 1988 y 1991.
El asteroide del Cinturón principal (19190) Morihiroshi, descubierto por los astrónomos japoneses Tsutomu Hioki y Shuji Hayakawa en 1992, fue nombrado en su honor. La citación de denominación fue publicada el 6 de enero de 20033 (M.P.C. 47301).
| Asteroides descubiertos: 45                              | Asteroides descubiertos: 45 |
| -------------------------------------------------------- | --------------------------- |
| (3823) Yorii                                             | 10 de marzo de 1988         |
| (3996) Fugaku                                            | 5 de diciembre de 1988      |
| (4262) DeVorkin                                          | 5 de febrero de 1989        |
| (4291) Kodaihasu                                         | 2 de noviembre de 1989      |
| (4495) Dassanowsky                                       | 6 de noviembre de 1988      |
| (4901) Ó Briain                                          | 3 de noviembre de 1988      |
| (5732) 1988 WC                                           | 29 de noviembre de 1988     |
| (5746) 1991 CK                                           | 5 de febrero de 1991        |
| (5913) 1990 BU                                           | 21 de enero de 1990         |
| (6299) Reizoutoyoko                                      | 5 de diciembre de 1988      |
| (6325) 1991 EA1                                          | 14 de marzo de 1991         |
| (6380 Gardel                                             | 10 de febrero de 1988       |
| (6638) 1989 CA                                           | 2 de febrero de 1989        |
| (6703) 1988 CH                                           | 10 de febrero de 1988       |
| (6704) 1988 CJ                                           | 10 de febrero de 1988       |
| (6709) Hiromiyuki                                        | 2 de febrero de 1989        |
| (6823) 1988 ED1                                          | 12 de marzo de 1988         |
| (6900) 1988 XD1                                          | 2 de diciembre de 1988      |
| (7409) 1990 BS                                           | 21 de enero de 1990         |
| (7417) 1990 YE                                           | 19 de diciembre de 1990     |
| (7522) 1991 AJ                                           | 9 de enero de 1991          |
| (7570) 1989 CP                                           | 5 de febrero de 1989        |
| (7576) 1990 BN                                           | 21 de enero de 1990         |
| (7643) 1988 VQ1                                          | 6 de noviembre de 1988      |
| (8484) 1988 VM2                                          | 10 de noviembre de 1988     |
| (8506) 1991 CN                                           | 5 de febrero de 1991        |
| (9952) 1991 AK                                           | 9 de enero de 1991          |
| (10776) Musashitomiyo                                    | 12 de febrero de 1991       |
| (11038) 1989 EE1                                         | 8 de marzo de 1989          |
| (11515) Oshijyo                                          | 12 de febrero de 1991       |
| (12255) 1988 XR1                                         | 7 de diciembre de 1988      |
| (13017) Owakenoomi                                       | 18 de marzo de 1988         |
| (15737) 1991 CL                                          | 5 de febrero de 1991        |
| (16431) 1988 VH1                                         | 6 de noviembre de 1988      |
| (16432) 1988 VL2                                         | 10 de noviembre de 1988     |
| (16526) 1991 DC                                          | 17 de febrero de 1991       |
| (19979) 1989 VJ                                          | 2 de noviembre de 1989      |
| (20001) 1991 CM                                          | 5 de febrero de 1991        |
| (21017) 1988 VP                                          | 3 de noviembre de 1988      |
| (23479) 1991 CG                                          | 5 de febrero de 1991        |
| (39537) 1990 VV2                                         | 12 de noviembre de 1990     |
| (43773) 1989 AJ                                          | 4 de enero de 1989          |
| (48436) 1989 VK                                          | 2 de noviembre de 1989      |
| (52269) 1988 CU                                          | 13 de febrero de 1988       |
| (65677) 1989 EB1                                         | 1 de marzo de 1989          |
| Todos los asteroides han sido codescubiertos con M. Arai |                             |